# Molí d'en Carreras
Molí d'en Carreras és una obra de Sant Martí de Llémena (Gironès) inclosa a l'Inventari del Patrimoni Arquitectònic de Catalunya.
És un edifici de diferents cossos esglaonats vers el riu. Els dos primers cossos, més propers a la muntanya, són de teulat a dues aigües, amb carener perpendicular a la muntanya. El tercer cos, més a baix, és d'una vessant paral·lela al riu. Cada salt del teulat en els diferents cossos es transformen en uns badius oberts.
El cos del riu té un canal excavat a la roca que dona a una resclosa. Aquest cos és de planta baixa i un pis i al costat dret té una terrassa coberta. Al costat esquerre té uns arcs de punt rodó. Aquest cos és de pedruscalls, material diferent als altres dos, que són de pedra travertínica.